# Cardè
Cardè é uma comuna italiana da região do Piemonte, província de Cuneo, com cerca de 1.069 habitantes. Estende-se por uma área de 19,33 km², tendo uma densidade populacional de 55,3 hab/km². Faz fronteira com Barge, Moretta, Revello, Saluzzo, Villafranca Piemonte (TO).

## Demografia
| Variação demográfica do município entre 1861 e 2011                               |
|                                                                                   |
| Fonte: Istituto Nazionale di Statistica (ISTAT) - Elaboração gráfica da Wikipedia |